# Plectranthias pelicieri
Plectranthias pelicieri là một loài cá biển thuộc chi Plectranthias trong họ Cá mú. Loài này được mô tả lần đầu tiên vào năm 1994.

## Phân bố và môi trường sống
P. pelicieri có phạm vi phân bố rải rác ở vùng biển Tây Nam Ấn Độ Dương. Loài này được tìm thấy tại Mauritius và ngoài khơi phía bắc KwaZulu-Natal, Nam Phi; có lẽ cũng được tìm thấy ngoài khơi đảo Madagascar và Mozambique ở độ sâu tương đương. Hình ảnh chụp được các cá thể còn sống tại quần đảo Ryukyu và quần đảo Izu cần được xác minh. Độ sâu được tìm thấy trong khoảng 50 đến 95 m. Loài này sống xung quanh các rạn san hô ở vùng biển sâu, nơi có nhiều đá sỏi.

## Mô tả
Mẫu vật có chiều dài cơ thể lớn nhất dùng để mô tả P. pelicieri với kích thước được ghi nhận là khoảng 5 cm. Cơ thể của loài cá này có màu đỏ, chuyển sang màu vàng cam ở bụng và phía trước của vây hậu môn, với các đường sọc thẳng đứng màu xanh nhạt, tím nhạt (viền màu đỏ và vàng cam). Đầu có các vệt sọc màu đỏ và vàng (dễ thấy nhất là một đốm đỏ có vòng viền màu vàng và đỏ bao quanh trên nắp mang), và các đốm trắng xanh rìa đỏ. Vây lưng và vây hậu môn đều có màng trong suốt với các đốm vàng rải rác ở trên đó; vây đuôi có màu vàng trong; tia vây ngực màu đỏ nhạt, màng trong; vây bụng có sọc màu vàng cam.
Số gai ở vây lưng: 10 (gai thứ 4 hoặc 5 dài nhất); Số tia vây mềm ở vây lưng: 16 - 17; Số gai ở vây hậu môn: 3; Số tia vây mềm ở vây hậu môn: 7; Số tia vây mềm ở vây ngực: 13; Số gai ở vây bụng: 1; Số tia vây mềm ở vây bụng: 5; Số vảy đường bên: 29; Số đốt sống: 26.